# Liste von Cyberpunk-Filmen
Diese Liste listet Cyberpunk-Filme auf, also spezielle dystopische Science-Fiction-Filme. Ein Teil der Filme wurden von Online-Plattformen im Bereich Cyberpunk bzw. Cyberspace empfohlen und dort auch beschrieben, oder im Lexikon des internationalen Films unter dem Eintrag Cyberspace genannt.
| Titel                                               | Jahr      | Verweise und Anmerkungen |
| --------------------------------------------------- | --------- | --- |
| 12 Monkeys                                          | 1995      | [ 3 ] |
| A Scanner Darkly                                    | 2006      | Nach dem Roman Der dunkle Schirm von Philip K. Dick (1977)                                                                                       |
| A.I. – Künstliche Intelligenz                       | 2001      | |
| Aachi & Ssipak                                      | 2006      | |
| Alita: Battle Angel                                 | 2019      | basiert auf dem Manga Battle Angel Alita |
| Akira                                               | 1988      | basiert auf dem gleichnamigen Manga Akira von Katsuhiro Otomo                                                                                    |
| Animatrix                                           | 2003      | basiert auf den Matrix Filmen |
| Archive                                             | 2020      | |
| Automata                                            | 2014      | |
| Avalon – Spiel um dein Leben                        | 2001      | |
| Babylon A.D.                                        | 2008      | beruht auf dem Roman Babylon Babies |
| Blackhat                                            | 2015      | [ 6 ] |
| Blade Runner                                        | 1982      | Literarische Vorlage ist der Roman Träumen Androiden von elektrischen Schafen? von Philip K. Dick                                                |
| Blade Runner 2049                                   | 2017      | Fortsetzung des Films Blade Runner, nach einer Buchvorlage von K. W. Jeter                                                                       |
| Brazil                                              | 1985      | Ursprünglich war als Titel „1984 and ½“ vorgesehen – eine Anspielung auf George Orwells berühmten Roman 1984 sowie auf Federico Fellinis Film 8½ |
| Chrysalis – Tödliche Erinnerung                     | 2007      | Als Vorlage diente den Autoren der Horrorfilm Augen ohne Gesicht                                                                                 |
| Code 46                                             | 2003      | |
| Cypher                                              | 2002      | [ 3 ] |
| Dark City                                           | 1998      | [ 3 ] |
| Das fünfte Element                                  | 1997      | Subgenre Biopunk |
| Death Machine                                       | 1995      | |
| Der Rasenmäher-Mann 2 – Beyond Cyberspace           | 1996      | [ 1 ] |
| Die Klapperschlange                                 | 1981      | [ 3 ] |
| Dredd                                               | 2012      | basiert auf der Comicfigur Judge Dredd aus dem britischen Comicmagazin 2000 AD                                                                   |
| Elysium                                             | 2013      | |
| Equilibrium                                         | 2002      | |
| eXistenZ                                            | 1999      | Ähnlich wie in dem Buch Simulacron-3 geht David Cronenberg der Frage nach, wie Realität von sensorischem Input unterschieden werden kann.        |
| Fortress – Die Festung                              | 1993      | |
| Freejack – Geisel der Zukunft                       | 1992      | basiert auf dem 1959 erschienenen Roman Immortality, Inc.                                                                                        |
| Gamer                                               | 2009      | [ 3 ] [ 6 ] |
| Gattaca                                             | 1997      | Subgenre Biopunk |
| Ghost in the Shell                                  | 1995      | basiert auf dem gleichnamigen Manga Ghost in the Shell                                                                                           |
| Ghost in the Shell 2 – Innocence                    | 2004      | basiert auf dem Manga Ghost in the Shell |
| Ghost in the Shell (2017)                           | 2017      | basiert auf dem Manga Ghost in the Shell |
| Hüter der Erinnerung – The Giver                    | 2014      | |
| I.K.U.                                              | 2000      | die Handlung kann als Fortsetzung des amerikanischen Films Blade Runner gesehen werden.                                                          |
| Immortal – New York 2095: Die Rückkehr der Götter   | 2004      | basierend auf den ersten beiden Bänden von Enki Bilals Alexander-Nikopol-Trilogie                                                                |
| Vernetzt – Johnny Mnemonic                          | 1995      | basiert auf der Cyberpunk-Kurzgeschichte Der mnemonische Johnny von William Gibson (Autor der Neuromancer-Trilogie)                              |
| Looper                                              | 2012      | [ 4 ] |
| Matrix                                              | 1999      | zitiert Cyberpunk-Filme wie Blade Runner, Die totale Erinnerung – Total Recall und Brazil.                                                       |
| Matrix Reloaded                                     | 2003      | |
| Matrix Revolutions                                  | 2003      | [ 3 ] |
| Metropolis von Osamu Tezuka                         | 2001      | |
| Minority Report                                     | 2002      | basiert auf der Kurzgeschichte Der Minderheiten-Bericht von Philip K. Dick                                                                       |
| Mute                                                | 2018      | [ 5 ] |
| Natural City                                        | 2003      | deutliche Parallelen zu Ridley Scotts Blade Runner                                                                                               |
| Nirvana                                             | 1997      | |
| One Point Zero – Du bist programmiert               | 2004      | |
| Paprika                                             | 2006      | [ 3 ] |
| Ready Player One                                    | 2018      | basiert auf dem Science-Fiction-Roman Ready Player One von Ernest Cline                                                                          |
| Renaissance                                         | 2006      | [ 4 ] |
| Repo Men                                            | 2010      | |
| RoboCop                                             | 1987      | [ 3 ] [ 5 ] |
| Serenity – Flucht in neue Welten                    | 2005      | [ 3 ] |
| Sleep Dealer                                        | 2008      | |
| Splice – Das Genexperiment                          | 2009      | Subgenre Biopunk |
| Strange Days                                        | 1995      | [ 3 ] [ 5 ] |
| Surrogates – Mein zweites Ich                       | 2009      | basiert auf der gleichnamigen Graphic Novel |
| Tank Girl                                           | 1995      | basiert auf der Comic-Reihe Tank Girl |
| Tetsuo: The Iron Man                                | 1989      | Body-Horror |
| Terminator                                          | 1984      | |
| The 13th Floor – Bist du was du denkst?             | 1999      | Vorlage ist der 1964 erschienene Science-Fiction-Roman Simulacron-3.                                                                             |
| The Zero Theorem                                    | 2013      | [ 4 ] |
| Die totale Erinnerung – Total Recall & Total Recall | 1990/2012 | basiert auf der Kurzgeschichte Erinnerungen en gros von Philip K. Dick                                                                           |
| Tron                                                | 1982      | [ 3 ] [ 6 ] |
| Tron: Legacy                                        | 2010      | Nachfolger von Tron |
| Upgrade                                             | 2018      | [ 4 ] [ 5 ] |
| Videodrome                                          | 1983      | Body-Horror |
| Virtuosity                                          | 1995      | [ 1 ] |
| Welt am Draht                                       | 1973      | Vorlage ist der 1964 erschienene Science-Fiction-Roman Simulacron-3, Drehbuch und Regie Rainer Werner Fassbinder                                 |